# Шиверта
Шиверта — река в России, протекает по Усть-Канскому и Шебалинскому районам Республики Алтай. Длина реки (с левым притоком Дукеем) составляет 22 км.
Начинается к северу от перевала Чакыр. Течёт в северо-восточном направлении среди гор, покрытых лиственнично-берёзовым лесом. Впадает в Песчаную слева на расстоянии 248 километров от её устья, в Беш-Озёке

## Притоки
- 1 км: Большой Акем[2] (лв)
- 6 км: Малый Акем[2] (лв)
- Ганаш[2] (пр)
- Дукей[2] (лв)

## Данные водного реестра
По данным государственного водного реестра России относится к Верхнеобскому бассейновому округу, водохозяйственный участок реки — Обь от слияния рек Бия и Катунь до города Барнаул, без реки Алей, речной подбассейн реки — бассейны притоков (Верхней) Оби до впадения Томи. Речной бассейн реки — (Верхняя) Обь до впадения Иртыша.